# Annemarie Holtz
Annemarie Holtz (* 9. März 1899 in Rostock; † 26. Juni 1987) war eine deutsche Schauspielerin.

## Leben
Sie erhielt ihre schauspielerische Ausbildung an der Theaterhochschule von Louise Dumont. Ihr erstes Engagement führte sie an das Bayerische Staatstheater.
Danach war sie von 1925 bis 1937 am Schauspielhaus in Hamburg beschäftigt. 1938 kam sie nach Berlin an das Staatstheater. Zu dieser Zeit erhielt sie 39-jährig ihre erste Filmrolle. Sie spielte gute Freundinnen, Mütter und Tanten. Sie stand 1944 in der Gottbegnadeten-Liste des Reichsministeriums für Volksaufklärung und Propaganda.
Nach Kriegsende kehrte sie nach Hamburg zurück, daneben trat sie in München am Jungen Theater und in Berlin am Schillertheater auf. Annemarie Holtz arbeitete auch für den Hörfunk, als Synchronsprecherin und für das Fernsehen. Sie war mit dem Schauspieler Ernst Martens (1891–1952) verheiratet.

## Filmografie
- 1938: Capriccio
- 1939: Mann für Mann
- 1939: Fräulein
- 1939: In letzter Minute
- 1940: Das Fräulein von Barnhelm
- 1940: Mein Mann darf es nicht wissen
- 1940: Der Weg zu Isabel
- 1940: Wie konntest Du, Veronika!
- 1941: Hauptsache glücklich
- 1941: Kleine Mädchen – große Sorgen
- 1941: Was will Brigitte?
- 1944: Ich hab’ von dir geträumt
- 1944: Seinerzeit zu meiner Zeit
- 1945: Meine Herren Söhne
- 1948: Film ohne Titel
- 1949: Die seltsame Geschichte des Brandner Kaspar
- 1950: Kronjuwelen
- 1955: Rosenmontag
- 1957: Der Herr im ersten Stock
- 1958: Examen des Lebens
- 1960: Endstation Rote Laterne
- 1960: Im Namen einer Mutter
- 1960: Es ist soweit (Mehrteiler)
- 1962: Bekenntnisse eines möblierten Herrn
- 1964–1965: So ein süßes kleines Biest (Fernsehserie)
- 1965: Antigone
- 1967: Palme im Rosengarten
- 1968: Bel Ami
- 1968: Sie schreiben mit – Wochenend zu Vieren (Fernsehserie)
- 1968: Ein Sarg für Mr. Holloway